# Chrysoperla volcanicola
Chrysoperla volcanicola är en insektsart som beskrevs av Hölzel et al. 1999. Chrysoperla volcanicola ingår i släktet Chrysoperla och familjen guldögonsländor. Inga underarter finns listade i Catalogue of Life.